# Vysoki (Mostovskói, Krasnodar)
Vysoki (del ruso: Высокий) es un jútor del raión de Mostovskói del krai de Krasnodar, en el sur de Rusia. Está situado entre los cursos de los ríos Gubs (afluente del Jodz) y Jodz, afluente del río Labá, de la cuenca del Kubán, en el límite septentrional del Gran Cáucaso, 5 km al sudoeste de Mostovskói y 155 km al sudeste de Krasnodar, la capital del krai. Tenía 121 habitantes en 2010.
Pertenece al municipio Mostovskoye.